# Distrito de Cham
El Distrito de Cham (en alemán, Landkreis Cham) es un distrito del estado alemán de Baviera. Tiene una población estimada, a mediados de 2023, de 130 506 habitantes.
La capital del distrito es la ciudad de Cham.

## Historia
La historia de la zona del actual distrito de Cham comenzó en el año 748, cuando el obispo de Ratisbona ordenó la fundación de un monasterio en la región, que en ese entonces estaba escasamente poblada. Alrededor de cien años después fue construido el castillo real de Cham y llegó a ser una residencia de verano para los emperadores del Sacro Imperio Romano Germánico. La región se llamó Campriche o Mark Cham. En 1204, Mark Cham pasó a depender de Baviera, en 1352 pasó a formar parte del Electorado del Palatinado y a fines del siglo XVII volvió a integrarse a Baviera.

## Geografía
El distrito se localiza en el norte del Bosque Bávaro. Se sitúa dentro de la superficie del Parque Natural del Bosque de Alta Bavaria (Naturpark Oberer Bayerischer Wald). La montaña más alta es el Großer Arber (1439 metros), que se localiza en la frontera con la República Checa. El río Regen entra en el distrito por el sudeste y lo deja por el oeste. La mayor parte de las localidades se sitúan a orillas de ese río y su principal afluente, el Chamb, que fluye desde la frontera checa.

## Escudo de armas
La parte superior de los armamentos está hecha con un diseño a cuadros azul y blanco de Baviera. Por debajo se muestra la iglesia de Chammünster, que actualmente pertenece a la ciudad de Cham y que fue construida en 748, como parte de un famoso monasterio.

## Ciudades y municipios
| Ciudades                                                                    | Municipios | |
| --------------------------------------------------------------------------- | --- | --- |
| 1. Cham 2. Furth (im Wald) 3. Bad Kötzting 4. Roding 5. Rötz 6. Waldmünchen | 1. Arnschwang 2. Arrach 3. Blaibach 4. Chamerau 5. Eschlkam 6. Falkenstein 7. Gleißenberg 8. Grafenwiesen 9. Hohenwarth 10. Lam 11. Lohberg 12. Michelsneukirchen 13. Miltach 14. Neukirchen 15. Pemfling 16. Pösing | 1. Reichenbach 2. Rettenbach 3. Rimbach 4. Runding 5. Schönthal 6. Schorndorf 7. Stamsried 8. Tiefenbach 9. Traitsching 10. Treffelstein 11. Waffenbrunn 12. Wald 13. Walderbach 14. Weiding 15. Willmering 16. Zandt 17. Zell |